# Incendio del centro commerciale Zimnjaja Višnja
L'incendio del centro commerciale Zimnjaja Višnja è stato un incendio che il 25 marzo 2018, a Kemerovo, in Russia,  ha causato la morte di 60 persone e il ferimento di altre 79. L'incendio è iniziato alle ore 16:00 all'ultimo piano dell'edificio di quattro piani adibito a centro commerciale, costringendo diverse persone a saltare dalle finestre per fuggire dalle fiamme. 120 persone sono state evacuate e tratte in salvo.
Alcune fonti affermavano che il vero numero di persone uccise nell'incendio sia stato nascosto e che il numero di morti fosse sopra il centinaio, ma le autorità russe hanno smentito a più riprese queste voci.

## Il centro commerciale Zimnjaja Višnja
Il centro commerciale Zimnjaja Višnja (in russo Зимняя вишня?, letteralmente: Ciliegia d'Inverno), situato a Kemerovo, in Russia, che si estendeva su una superficie di oltre 23 000 metri quadrati, venne inaugurato nel 2013. Il Zimnjaja Višnja venne creato all'interno di un edificio di una vecchia fabbrica di dolciumi dell'era comunista. All'interno vi erano un mini-zoo e un'area giochi per bambini, una pista da bowling, tre sale cinema e una palestra, oltre a diversi negozi e luoghi atti alla ristorazione. L'edificio è stato descritto come un labirinto con poche finestre e pochi accessi ai piani superiori, limitati ad una sola scala, un ascensore e una scala mobile.

## L'incendio

Pianta del quarto piano dell'edificio con il luogo in cui si è sviluppato l'incendio.

Secondo quanto riferito dai sopravvissuti, l'incendio è partito dall'area giochi per bambini situata al quarto piano. Il calore delle fiamme, che raggiunse i 700°, fece scoppiare i castelli gonfiabili e crollare il pavimento sulle tre sale cinema del centro commerciale.
Molte delle vittime nei cinema erano bambini che guardavano Sherlock Gnomes. Un sopravvissuto che si trovava nel cinema ha affermato che le persone presenti in sala non hanno sentito alcun allarme e hanno dovuto sfondare una porta per salvarsi e, una volta a usciti dalla sala, videro un denso fumo nero che aveva invaso l'area giochi e la sala cinema adiacente. Nonostante le prime voci dissero che l'allarme antincendio fosse stato disattivato da un addetto alla sicurezza, le indagini hanno poi riscontrato che il sistema di allarme era guasto dalla settimana precedente la catastrofe.
Diversi bambini rimasti intrappolati nell'incendio hanno avuto il tempo di telefonare ai propri cari. Una zia di un bambino deceduto raccontò la loro conversazione durante l'incendio in cui il nipote dichiarò: "Tutto brucia e le porte del cinema sono bloccate".
Un portavoce del Comitato Investigativo della Russia ha effettivamente affermato che le uscite di sicurezza dell'edificio erano bloccate durante l'incendio. Il personale e gli addetti alla sicurezza del centro sono stati criticati dai superstiti per non aver attuato alcun piano di evacuazione.

## Vittime
Almeno 64 persone sono rimaste uccise nell'incendio, 41 dei quali erano bambini. Tra le vittime vi sono anche circa 200 animali provenienti dal mini-zoo presente nel centro commerciale. Tredici persone sono state ricoverate in ospedale in gravi condizioni, di cui il paziente più grave era un ragazzo di 11 anni che saltò da una finestra del quarto piano.
A causa dell'incendio, molti corpi carbonizzati sono stati sottoposti all'esame del DNA per l'identificazione.
Dei 79 feriti, 60 sono stati trasportati negli ospedali, e 15 sono stati ricoverati.

## I soccorsi

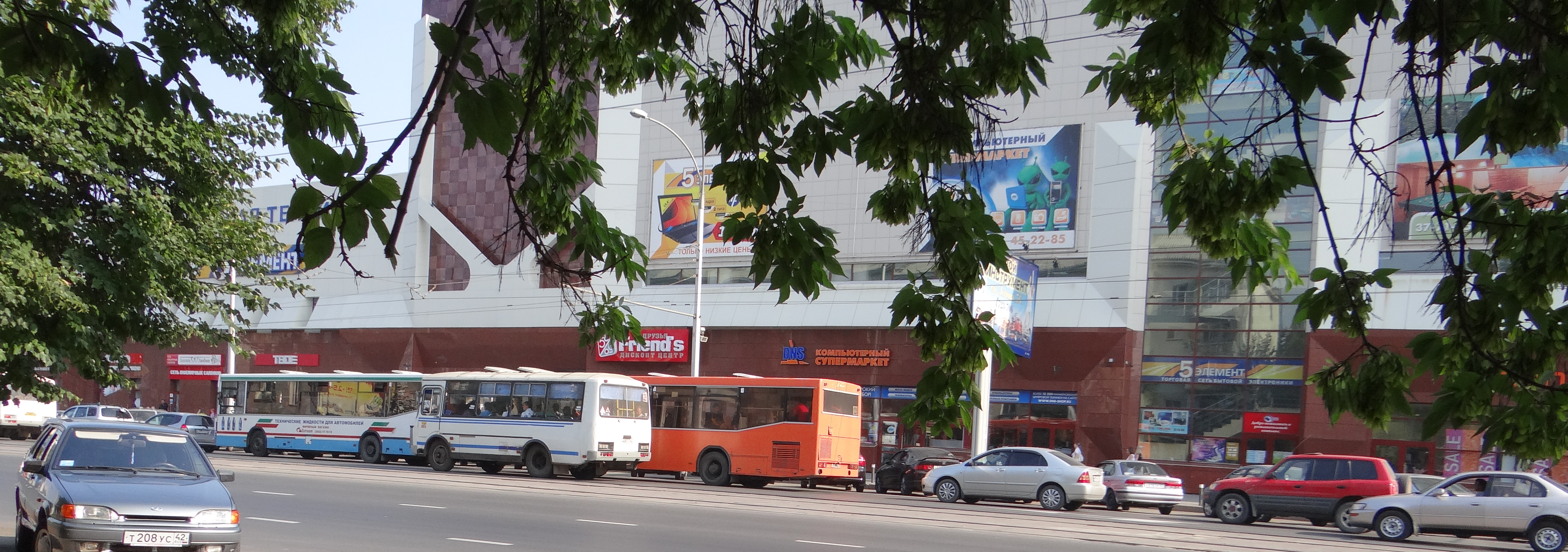
L'edificio nel 2012.

I circa 600 soccorritori intervenuti hanno trascorso oltre 17 ore nel tentativo di domare le fiamme, poiché l'incendio si era esteso a oltre 1 500 m² dell'edificio, su un totale di 23 000 metri quadrati. I vigili del fuoco sono stati impossibilitati nell'entrare all'interno dell'edificio per le prime 12 ore a causa dell'elevato calore e del fumo denso.

## Indagini
Il Comitato Investigativo della Russia (IVR) ha aperto un'indagine per chiarire le cause dell'incendio, criticando apertamente l'atteggiamento dei dipendenti del centro commerciale; in una nota, il Comitato Investigativo ha affermato che "la maggior parte del personale è scappata e ha lasciato i bambini, i loro genitori e i loro figli al loro destino".
Quattro persone sono state arrestate, compreso il capo della società di gestione del complesso commerciale. Gli investigatori hanno riscontrato anomalie nel sistema di allarme antincendio, che era guasto, contrastando quanto affermato inizialmente, che pareva fosse stato disattivato da un addetto alla sicurezza, tuttavia la squadra di sicurezza dell'edificio è stata citata in giudizio per non aver lanciato l'allarme attraverso gli altoparlanti.
Il vice governatore dell'Oblast' di Kemerovo, Vladimir Černov, affermò che la causa dell'incendio potrebbe essere stata un bambino che giocava con un accendino.

## Reazioni

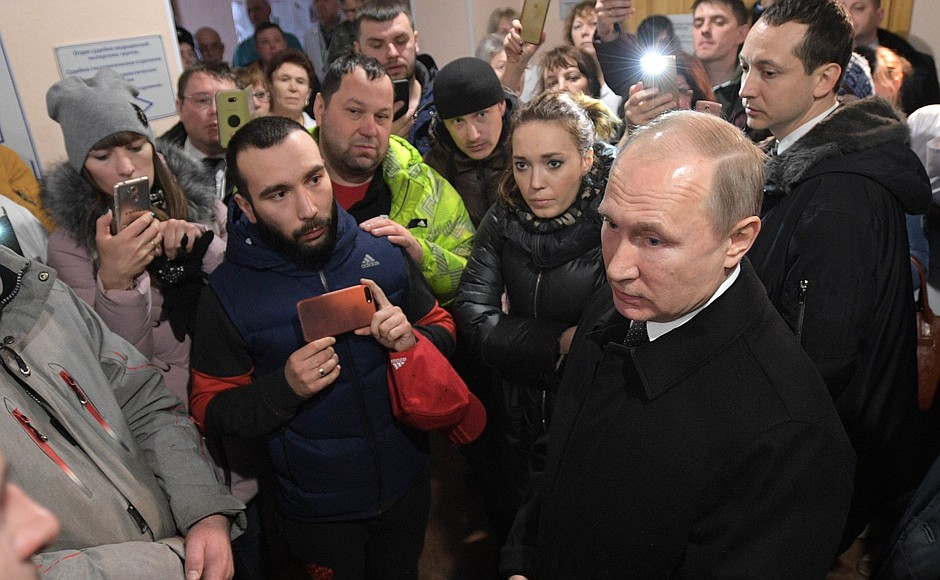
Vladimir Putin incontra i cittadini di Kemerovo, il 27 marzo 2018

Numerosi politici da tutto il mondo hanno espresso le loro condoglianze.
Il 28 marzo 2018 in Russia fu proclamato giorno di lutto nazionale.